# Calheta (Açores)
A Calheta é uma vila portuguesa na ilha de São Jorge, Região Autónoma dos Açores.
É sede do município da Calheta com 126,51 km² de área e 3.494 habitantes (2023), subdividido em 5 freguesias. O município é limitado a noroeste pelo município de Velas, sendo banhado pelo Oceano Atlântico em todas as outras direcções.
A ilha de S. Jorge foi descoberta em meados do século XV, iniciando-se o seu povoamento entre 1439 e 1470. Calheta foi elevada a vila e a concelho em 1534, por D. João III. A economia do concelho estava integrada na ilha e baseava-se no cultivo da vinha e do trigo e na exportação de pastel e urzela para as tinturarias da Flandres e da Europa, conhecendo nessa altura algum desenvolvimento económico. A ocupação espanhola e o facto de não oferecer bons portos de abrigo levaram a que a ilha de S. Jorge não prosperasse como as ilhas vizinhas. Apesar disso, sofreu vários ataques de corsários durante os séculos de XVI a XVIII, incluindo dos famosos corsários conde Essex e Du-Gnay-Trouin. Além disso, nesse período a população esteve sujeita a várias calamidades, tais como sismos, erupções vulcânicas e maus anos de colheitas, que acabaram por originar um ainda maior isolamento da ilha.
Já no século XX, a construção do aeroporto e a reabilitação dos portos de Calheta e Velas promoveram o desenvolvimento económico da região.

## História
A vila da Calheta é uma das mais antigas povoações da ilha de São Jorge, depois da sua fundação em 1483 rapidamente cresceu graças a possuir um porto que lhe facilitava bastante a comunicação com a ilha Terceira, próxima.
Foi elevada a vila em 3 de Junho de 1534, por carta régia de D. João III de Portugal. (Arquivo dos Açores, Vol. V, pág. 141) A 12 de Maio de 1718, autorização da fundação do convento da vila da Calheta. Em 1732, tem início da reedificação da sua Igreja Matriz, a Igreja de Santa Catarina.
O seu núcleo populacional à medida que foi crescendo foi também irradiando para as localidades próximas; foi o caso da Fajã Grande, Ribeira Seca, Relvinha, Biscoitos e Norte Pequeno. O seu crescimento justificou que no ano de 1534 fosse desanexada do Concelho de Velas e elevada a Vila.

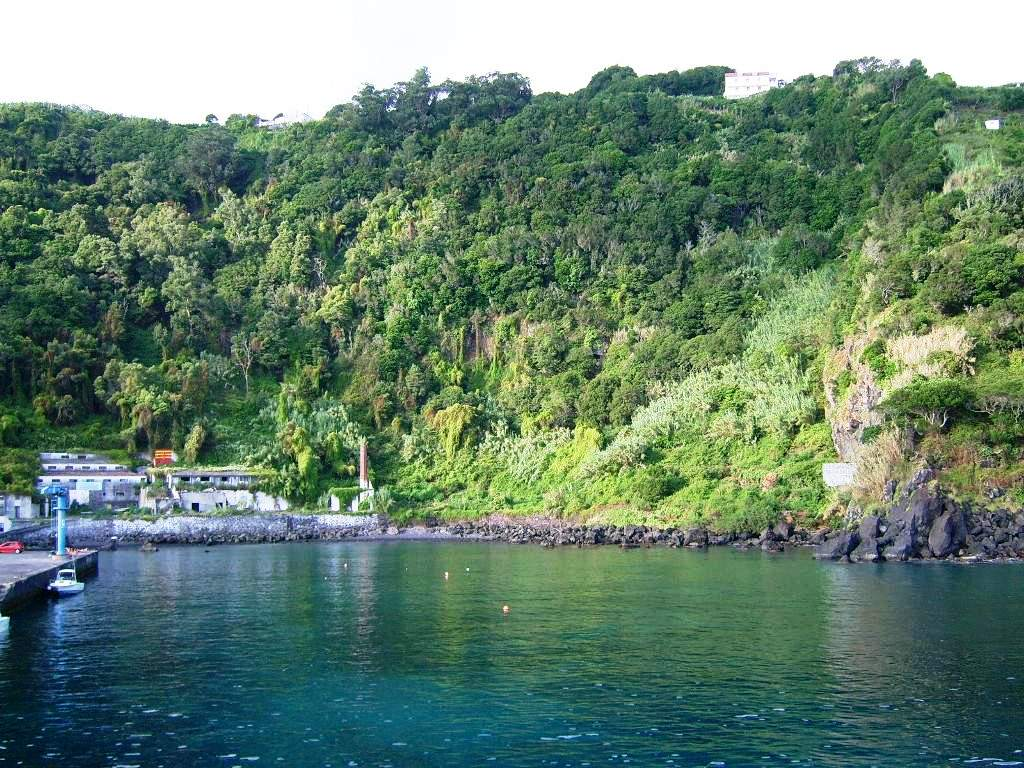
Interior da Baía da Calheta, Vila da Calheta, ilha de São Jorge

Ao longo da sua história esta localidade foi por diversas vezes atacada e saqueada por piratas e corsários. Só no ano de 1597 a população conseguir repelir um ataque, chegando ao ponto de se apoderarem da bandeira dos piratas.
Arrasada pelo grande terramoto de 9 de Julho de 1757, que ficou conhecido na história como o Mandado de Deus ao que "ficou sem casa onde se recolhesse o Santíssimo Sacramento", foi atingida em 1945, a 4 de Outubro, por grande Levante do Mar.

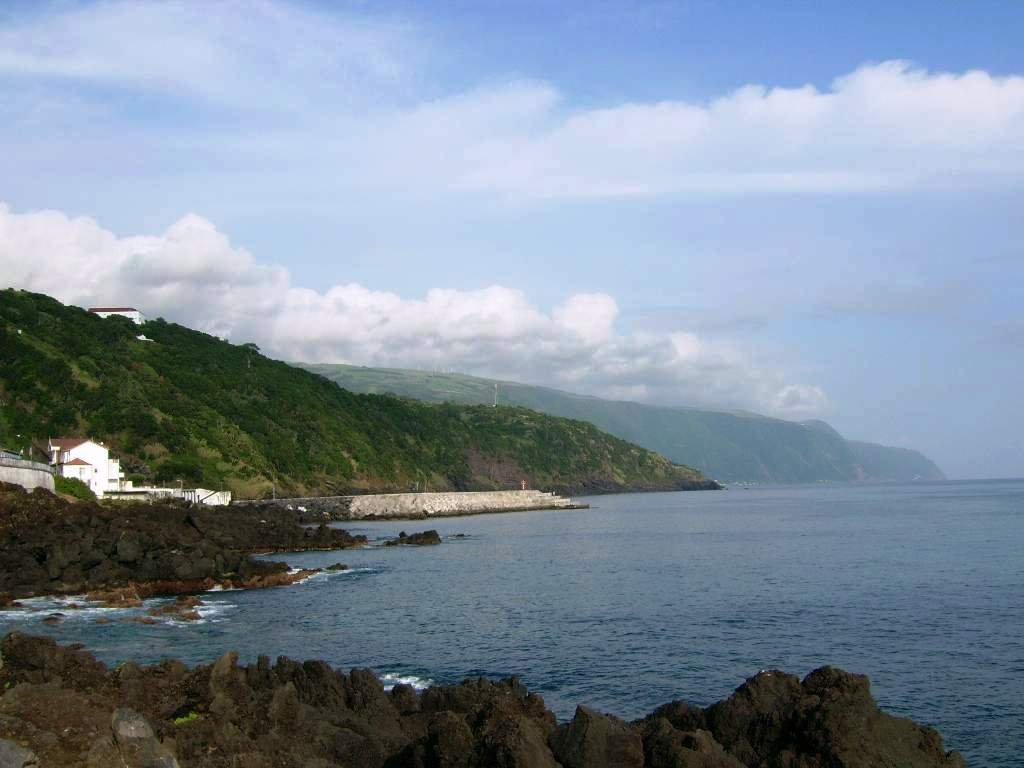
Falésias da Costa sul da ilha de São Jorge junto à Vila da Calheta, ilha de São Jorge

Esta vila possui monumentos e edifícios de interesse público e arquitectónico, seja pela arquitectura utilizada seja pela sua imponência ou características próprias. Exemplo deste caso é a Igreja de Santa Catarina cuja construção é posterior a 1639, pois a 8 de Janeiro desse ano, um grande incêndio destruiu a primeira que remontava ao século XVI.
O desenvolvimento humano da localidade foi progredindo ao longo dos séculos. Sendo que uma das maiores manifestações populares organizativas são as filarmónicas que existem desde 1868.
Além dos recentes festivais musicais organizados pela Câmara Municipal da Calheta e as actividades desenvolvidas pela Escola de Ensino Complementar "Padre Manuel de Azevedo da Cunha".

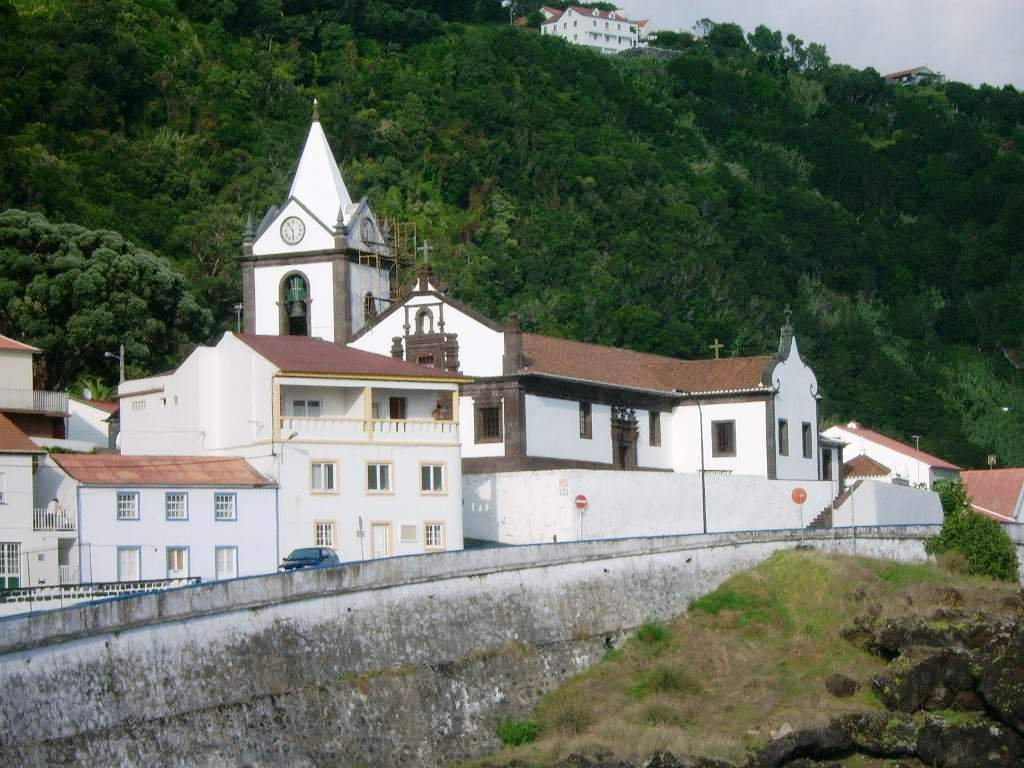
Vista parcial da Igreja da Calheta, ilha de São Jorge

Duas unidades fabris destinadas à transformação do atum, uma das quais, localizada na Fajã Grande e outra próxima do Porto da Calheta trouxeram um surto económico à localidade. Com a queda da quantidade de pescado no Atlântico a actividade destas unidades foi suspensa.
A Fabrica localizada junto ao Porto da Calheta e que se enquadra numa excelente baía deverá ser convertida numa estalagem com vista a apoiar o desenvolvimento do sector do turismo.
Em tempos idos no Porto da Calheta chegaram a ser construídos navios que faziam a rota de Gibraltar e da América do Norte. A primeira plataforma portuária digna deste nome e que substituiu o pequeno cais então existente foi construído em 1755, no entanto só lhe foi colocado um farolim de sinalização em 1873.

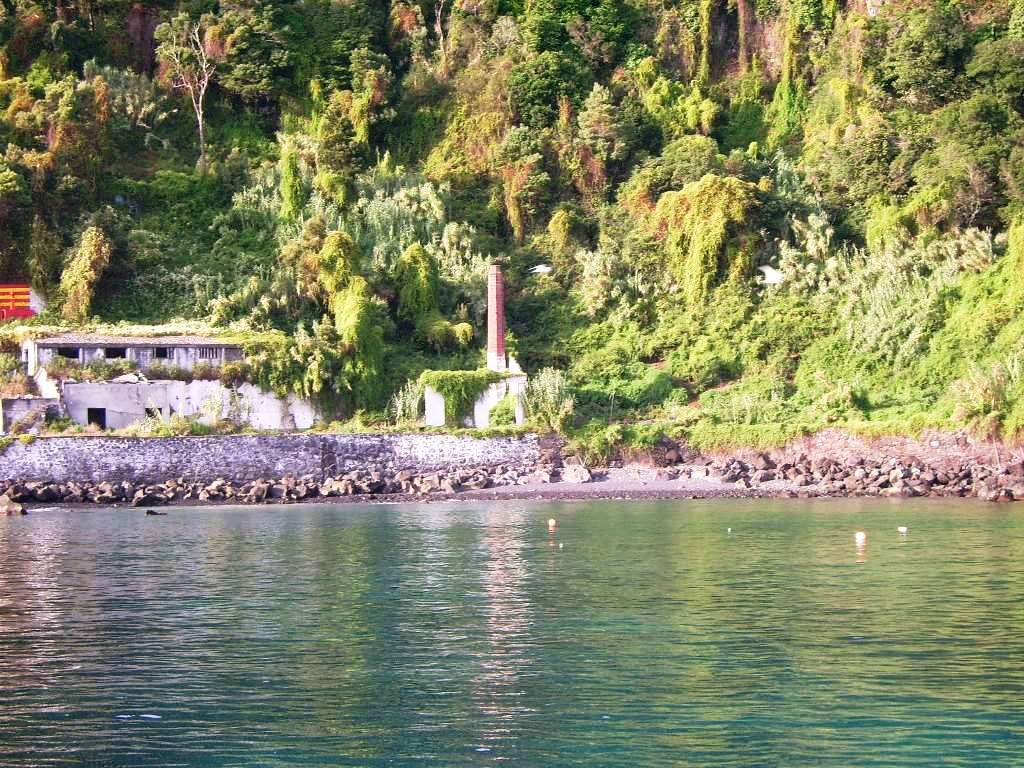
Antiga fabrica de conservas na Baía da Calheta para onde está projectado um hotel, ilha de São Jorge

Nesta localidade existem vários balcões bancários e comerciais. Em 1980 foi fundado pela população a Corporação de Bombeiros Voluntários que juntamente como a Irmandade da Santa Casa da Misericórdia da Calheta prestam apoio social a doentes e necessitados.
Junto à Igreja de Santa Catarina foi construído um Império do Divino Espírito Santo, as instalações da Junta de Freguesia e, um pouco mais afastado, o jardim com o palanque para a música e o busto do maestro Francisco de Lacerda.
Facto curioso e histórico foi construído em lugar alto, destacado e bastante visível a partir do mar, sobre a vila da Calheta uma forca que durou até 1666. Nunca foi utilizada como tal. Esta forca tinha por finalidade servir de aviso à ameaça representada pelos piratas e corsários que se aproximassem da povoação.
Nesta vila existe ainda uma igreja dedicada à evocação de Santo António que se encontra na Rua de Baixo, estrada de ligação com a Ribeira Seca. Igreja de Santo António foi concluída em 1816. é ainda de mencionar nesta vila um fontanário cuja construção recua a 1878.
Esta localidade tem um Parque de Campismo que foi Inaugurado no dia 3 de Julho de 1993. A sua localização foi pensada de forma aproveitar as características excepcionais do local que o transformou num ponto privilegiado para o lazer e prática da natação e pesca. Encontra-se próximo da costa, junto às Poças de Vicente Dias e à Baía de Simão Dias.

### Cronologia

#### século XV
- 1480 ou 1490 – Datas entre as quais se considera ter sido fundada a povoação do Topo.
- 1483 – 4 de Maio - Doação da Capitania da ilha de São Jorge a João Vaz Corte-Real.
- 1483 - Data tida como provável chegada de colonos à Calheta, ilha de São Jorge, Açores.

#### século XVI
- 1500 - Morre o povoador Willem van der Haegen sendo sepultado na capela anexa ao Solar dos Tiagos, e muito mais antiga que este, que foi pertença do último capitão-mor do Topo, António da Silveira Ávila, e cuja construção é de meados do século XVIII finais do século XIX.
- 1510 – 12 de Setembro - Elevação da Vila do Topo a concelho
- 1534 - 3 de Junho, Por carta régia de D. João III de Portugal a localidade da Calheta é levada a vila.[5]
- 1550 – Registo históricos que dão a Fajã de São João como habitada embora se saiba que já o era antes..[6]
- 1550 – É benzida a Ermida de São João, na Fajã de São João, data que se encontra envolta em polémica já que alguns historiadores afirmam que a data da construção estará algures entre 1618 e 1652. Numa pedra existente sobre a porta de entrada da ermida é possível ler-se a data de 1762, que deverá ser a data de alguma reconstrução ou restauro.
- 1560 – São feitas grandes melhorias no acesso ao Porto do Topo de forma de este funcionar como plataforma de ligação com a ilha Terceira.
- 1597 ataque pirata à vila da Calheta, a população consegue repelir o ataque, e consegue apodera-se da bandeira dos piratas.

#### século XVII
- 1625 – A Fajã de São João é alvo de um ataque de piratas argelinos que levaram cativos alguns dos seus habitantes.
- 1637 - São feitas grandes melhorias no acesso ao Porto do Topo de forma de este posso funcionar como plataforma de ligação com a ilha Terceira com melhores condições.
- 1639 - 8 de Janeiro, um incêndio destrói a Igreja de Santa Catarina, cuja primeira construção remontava ao século XVI, dando-se o facto de, segundo os anais da história, se encontrar no braseiro, e retirar dele, completamente intacta, a Hóstia do Sacrário.
- 1661 Fundação pelo padre Diogo de Matos da Silveira do Convento de São Diogo, que foi pertença da Ordem dos Frades Franciscanos.
- 1666 – Registo de se encontrar construído em lugar alto, destacado e visível a partir do mar, sobre a vila da Calheta uma forca que durou até pelo menos este ano e que tinha por finalidade servir de aviso à ameaça representada pelos piratas e corsários que se aproximassem da povoação.
- 1668 – 23 de novembro, grande tempestade causa prejuízos na Calheta, uma violenta tempestade provocou "tal alteração de mar que este entrou pela dita vila derrubando casas" e obstruindo o porto com penedia.
- 1686 - Ataque de piratas a bordo de um navio corsário de Salé, os piratas desembarcaram parte da sua tripulação sem haver em terra quem lhe fizesse frente, tendo demolido um fortim, saqueado as casas e destruído a Ermida de São João.
- 1690 – Construção da Ermida de São Lázaro do Norte Pequeno, que em 1757 deu lugar à Igreja de São Lázaro, no Norte Pequeno.[7]

#### século XVIII
- 1707 – Planos para a construção de um forte para protecção da costa da Fajã dos Vimes que só se concretiza em 1738.
- 1712 – Elevação a curato da Ermida de São Lázaro do Norte pequeno, que em 1757 deu lugar à Igreja de São Lázaro, no Norte Pequeno.
- 1718 - 12 de Maio, é autorizado por alvará real a fundação de um convento da vila da Calheta.
- 1732, tem início da reedificação da Igreja Matriz da vila da Calheta, a Igreja de Santa Catarina.
- 1738 – Novembro, é dada ordem para a construção de um forte para protecção da costa da Fajã dos Vimes embora já fosse referido num documento de 1707.[8][9]
- 1748 – Desligamento da Ermida de São Lázaro do Norte pequeno, que em 1757 deu lugar à Igreja de São Lázaro, no Norte Pequeno, da Igreja de Santa Catarina, da Calheta.[7]
- 1755 - É construída a primeira plataforma portuária digna deste nome na vila, que vem substituir um pequeno cais então existente.
- 1757 - 9 de Julho - A vila da Calheta é arrasada pelo grande terramoto de 1757 que ficou conhecido na história como o Mandado de Deus.
- 1757 - 9 de Julho destruição do Convento de São Diogo pelo terramoto que na história ficou conhecido por "O Mandado de Deus"
- 1757 – 9 de Julho, o Mandado de Deus causa praticamente a destruição total do povoado existente na Fajã dos Cubres.
- 1757 – 9 de Julho destruição da Igreja de São Tiago Maior, da Ribeira Seca, pelo Mandado de Deus, templo que datava do século XVI.
- 1757 – 9 de Julho, Devastação quase total da Vila do Topo pelo Mandado de Deus.
- 1757 – 9 de Julho, o Mandado de Deus destrói a Ermida de São Lázaro do Norte Pequeno, que em 1757 deu lugar à Igreja de São Lázaro. Sob a iniciativa do padre Nicolau António Silveira, deu-se início a reconstrução, tendo nascido a actual igreja. As obras foram efectuadas por José de Avelar de Melo e terminadas 1761.[7]
- 1757 - 9 de Julho, destruição da Igreja de Santo Antão do concelho da Calheta, pelo Mandado de Deus. Depois de reconstruído foi elevado a paróquia em 1888.[7]
- 1761 – Inicia-se a reconstrução daIgreja de São Tiago Maior, da Ribeira Seca, destruída em 9 de Julho de 1757 pelo Mandado de Deus, templo que datava do século XVI.
- 1761 – Terminam as obras de reconstrução da Igreja de São Lázaro, no Norte Pequeno, destruída em 9 de Julho de 1757 pelo Mandado de Deus.
- 1778 início da construção da Ermida de Nossa Senhora do Socorro nos Biscoitos que foi concluída em 1788, ampliada em 1831 e restaurada na década de 1990.
- 1781 – Construção do Solar dos Noronhas.
- 1781 – Construção da Ermida de Nossa Senhora dos Milagres anexa ao Solar dos Noronhas.
- 1787 – Inicio da construção de uma ermida no lugar dos Biscoitos, ermida que em 1831 dá origem a actual Ermida de Nossa Senhora do Socorro.[7]
- 1799 – Existência de referência documentais à Capela de São Sebastião, que se sabe ser de data anterior e onde esteve instalada a Ordem Terceira de Nossa Senhora do Carmo.

#### século XIX
- 1808 - 1 de Maio, erupção vulcânica que afecta toda a ilha de São Jorge, particularmente o concelho de Velas.
- 1816 Construção da Ermida de Santo António.
- 1831 – Construção do Império do Espírito Santo dos Biscoitos.
- 1831 – Construção da Ermida de Nossa Senhora do Socorro, nos Biscoitos, em substituição de uma que datava de 1787 e que se mostrava inadequada dado o crescimento da população.[7]
- 1832 – Inicio da construção da Igreja de Santo Cristo, localizada na Fajã da Caldeira de Santo Cristo, foi benzida em 10 de Novembro de 1835.[7]
- 1835 – 10 de Novembro, É benzida a Igreja de Santo Cristo, localizada na Fajã da Caldeira de Santo Cristo.
- 1854 – Fundação da Filarmónica a Sociedade União Popular de Instrução e Recreio, da freguesia da Ribeira Seca.
- 1855 Construção da Ermida de Nossa Senhora do Livramento do Loural a mando do então padre João Silveira de Carvalho, em 1884 é elevada a curato.[7][10]
- 1855 - 24 de Outubro, Vila do Topo deixa de ser concelho e é inserida no concelho da Calheta com efeitos a partir de 1 de Abril de 1870.
- 1862 – Graças à actuação do Dr. José Pereira da Cunha da Silveira e Sousa, o mesmo que fundara a Ermida de São José do lugar do Toledo, foi criado o curato respectivo com côngrua para o padre no lugar dos Biscoitos.[7]
- 1867 – Fortes protesto da população da Vila do Topo contra a extinção do concelho e a sua inserção no concelho da Calheta.
- 1868 Fundação da primeira filarmónica da Vila da Calheta.
- 1870 – 1 de abril, A Vila do Topo inserida no concelho da Calheta.
- 1872 Colocação do primeiro farolim no Porto da Calheta apesar de este estar construído desde 1757.
- 1877 – 6 de junho, Por deliberação do Câmara Municipal da Calheta é colocado um farol no Porto de Vila do Topo, que foi o primeiro da ilha de São Jorge.
- 1878 Construção de um dos principais fontanários da vila.
- 1884 – A Ermida de Nossa Senhora do Livramento do Loural mandada erguer em 1855 pelo então padre João Silveira de Carvalho, é elevada a curato.[7][10]
- 1885 – É fundada a primeira companha destinada a da ilha à caça ao cachalote, no Porto de Vila do Topo que passa a dar abrigo aos respectivos botes baleeiros.
- 1885 - Na Fajã dos Vimes o Destacamento Fiscal de Angra do Heroísmo abre um dependência.
- 1886 – 12 de Abril - Construção da Escola primária da Fajã dos Vimes.
- 1889 - Elevação a paróquia da Igreja de Santo Antão do concelho da Calheta.[7]
- 1889 – Inicio da construção da Ermida do Senhor Bom Jesus da Fajã Grande que terá perdurado até 1895, a responsabilidade da construção deve-se à iniciativa de José de Azevedo Machado..[11]
- 1889 - 6 de Junho, Elevação do lugar de Santo Antão à categoria de freguesia.
- 1890 – Colocação de um órgão de tubos construído na ilha do Faial, por Manuel de Serpa da Silva na Ermida de Nossa Senhora do Socorro dos Biscoitos.
- 1893 — Furacão provoca grande destruição no Grupo Central - A 28 de Agosto a maior tempestade de que há memória nos Açores atingiu o Grupo Central, provocando grande enchente de mar e arruinando casas, igrejas e palheiros. Também os portos foram severamente atingidos com perda de muitas embarcações. A destruição dos milhos nos campos causou fome generalizada no ano seguinte. A ilha de São Jorge foi severamente atingida, particularmente o Topo. Os danos do Furacão de 1893 ainda são visíveis (em 2010) nalguns pontos da costa, nomeadamente na antiga, e hoje abandonada, Igreja Velha de São Mateus da Calheta, na Terceira, e nas ruínas da Baía do Refugo, no Porto Judeu.
- 1895 – Ermida de São João localizada na Fajã de São João é submetida a restauros e é-lhe acrescentada a torre sineira que actualmente possui.
- 1895 - Fim das obras de construção da Ermida do Senhor Bom Jesus da Fajã Grande que tiveram início em 1889, a responsabilidade da construção deve-se à iniciativa de José de Azevedo Machado, foi benzida a 18 de Outubro de 1896..[11]
- 1896 - 18 de Outubro, É benzida a Ermida do Senhor Bom Jesus da Fajã Grande, cujo início das obras ocorreu em 1889 e terminou em 1895.[12]
- 1899 – 3 de Fevereiro, grandes estragos no Porto da Fajã dos Vimes devido a forte temporal e enchente de mar.

#### século XX
- 1901 – Fundação da Sociedade Clube Estímulo que era constituída à altura por uma filarmónica, um teatro, um clube e também um gabinete de leitura.
- 1901 – (26 de Outubro), Inauguração da Ermida de Nossa Senhora da Boa Viagem do Portal,[13]
- 1908 – 18 de Outubro, É iniciada a construção da Ermida de Nossa Senhora de Lourdes, na Fajã dos Cubres.
- 1920 – É benzida a primeira Ermida de São Tomé, localizada na povoação de São Tomé, este templo foi destruído pelo terramoto de 1 de Janeiro de 1980.[7]
- 1927 – Construção do Farol da Ponta do Topo..[14]
- 1945 - 4 de Outubro, A Vila da Calheta foi atingida por grande Levante do Mar.
- 1960 – A Ermida de São João localizada na Fajã de São João é sujeita a restauros importantes.
- 1970 – Nesta data o Porto de Vila do Topo perde a sua importância para o Porto da Calheta e para o Porto de Velas.
- 1980 Foi fundado pela população a Corporação de Bombeiros Voluntários da Calheta.
- 1980 – 1 de Janeiro – Um fatídico terramoto causa grandes estragos causados no Convento de São Diogo.
- 1980 – 1 de Janeiro – Um fatídico terramoto causa grandes estragos no povoada existente na Fajã dos Cubres.
- 1980 – 1 de Janeiro – Um fatídico terramoto causa acentuados estragos na Igreja de São Tiago Maior, da Ribeira Seca, templo que datava do século XVI e que já em 1757 havia sido atingida pelo Mandado de Deus. Só foi completamente restaurada em 1990 e 1993.[13]
- 1980 – 1 de Janeiro, destruição pelo terramoto da primeira Ermida de São Tomé, localizada na povoação de São Tomé, cuja primeiro templo tinha sido benzido em 1920. Após a reconstrução abriu ao culto em 1993.[7]
- 1980 – 1 de Janeiro da Vila do Topo é duramente atingida pelo terramoto.
- 1981 – 17 de Dezembro - Fundação da Filarmónica Recreio de São Lázaro, na freguesia do Norte Pequeno.
- 1983 – A área envolvente ao Porto de Vila do Topo é classifica Reserva Natural Parcial, pelo Governo Regional dos Açores.[15]
- 1984 – A Lagoa da Fajã de Santo Cristo é classificada como Reserva Natural, pelo Governo Regional dos Açores.
- 1991 – É criado o Museu de São Jorge, vila da Calheta.
- 1993 - 3 de Julho  - construído o primeiro Parque de Campismo oficial desta vila.
- 1993 – É asfaltada a estada que leva à Fajã dos Cubres.
- 1993 – É reaberta ao culto a Ermida de São Tomé, localizada na povoação de São Tomé, cujo primeiro templo tinha sido benzido em 1920.[7]

#### século XXI
- 2003 – 24 de Junho – Por força de lei desta mesma data a localidade do Topo recupera o estatuto de Vila, mantendo-se no entanto inserida no concelho da Calheta.

### Naufrágiosocorridos no Porto da Calheta e suas envolvências
- Século XVI (finais) – Nau de guerra inglesa não identificada, no sítio do bairro da Ribeira;
- 1706 (28 de novembro) - Sumaca (conhecida também como balandra) "York", na baía da Calheta, com uma carga de pau brasil e tabaco;
- 1783 (13 de fevereiro) – Fragata inglesa "HMS Pallas", a meio da baía, junto ao Porto da Calheta, vítima de incêndio, que a queimou até à borda da água;
- 1821 (2 de março) – Brigue português "Conceição e Almas", registado em Ponta Delgada (ilha de São Miguel), no porto da Calheta;
- 1864 (maio) – Barca francesa "Mont-Ferran", no porto da Calheta; tratava-se de um navio negreiro, com uma carga de linhaça;
- 1867 (26 de janeiro) – Brigue francês "Rosélie", junto da ponta do Açougue, 400 metros a oeste do porto da Calheta, logo abaixo da Igreja Matriz;
- 1888 (9 de Novembro) – Falucho português "Amizade", no sítio das Três Pedras, a 400 metros do porto da Calheta.

## População
| Número de habitantes *                | Número de habitantes * | Número de habitantes * | Número de habitantes * | Número de habitantes * | Número de habitantes * | Número de habitantes * | Número de habitantes * | Número de habitantes * | Número de habitantes * | Número de habitantes * | Número de habitantes * | Número de habitantes * | Número de habitantes * | Número de habitantes * | Número de habitantes * |
| ------------------------------------- | ---------------------- | ---------------------- | ---------------------- | ---------------------- | ---------------------- | ---------------------- | ---------------------- | ---------------------- | ---------------------- | ---------------------- | ---------------------- | ---------------------- | ---------------------- | ---------------------- | ---------------------- |
| 1864                                  | 1878                   | 1890                   | 1900                   | 1911                   | 1920                   | 1930                   | 1940                   | 1950                   | 1960                   | 1970                   | 1981                   | 1991                   | 2001                   | 2011                   | 2021                   |
| 8 363                                 | 8 544                  | 8 125                  | 7 669                  | 6 887                  | 6 536                  | 6 652                  | 7 546                  | 7 677                  | 7 429                  | 6 130                  | 4 434                  | 4 512                  | 4 069                  | 3 773                  | 3 437                  |
| Número de habitantes por Grupo Etário |                        |                        |                        |                        |                        |                        |                        |                        |                        |                        |                        |                        |                        |                        |                        |
|                                       |                        |                        | 1900                   | 1911                   | 1920                   | 1930                   | 1940                   | 1950                   | 1960                   | 1970                   | 1981                   | 1991                   | 2001                   | 2011                   | 2021                   |
| 0-14 Anos                             | 0-14 Anos              | 0-14 Anos              | 2 152                  | 2 020                  | 1 910                  | 1 888                  | 2 722                  | 2 591                  | 2 502                  | 1 770                  | S/ dados               | 1 117                  | 715                    | 557                    | 427                    |
| 15-24 Anos                            | 15-24 Anos             | 15-24 Anos             | 1 094                  | 795                    | 970                    | 1 219                  | 1 088                  | 1 317                  | 1 322                  | 1 245                  | S/ dados               | 676                    | 625                    | 451                    | 344                    |
| 25-64 Anos                            | 25-64 Anos             | 25-64 Anos             | 3 356                  | 2 924                  | 2 538                  | 2 555                  | 2 936                  | 3 034                  | 3 060                  | 2 535                  | S/ dados               | 2 044                  | 1 992                  | 2 012                  | 1 853                  |
| = ou > 65 Anos                        | = ou > 65 Anos         | = ou > 65 Anos         | 1 048                  | 1 118                  | 1 070                  | 883                    | 719                    | 690                    | 545                    | 580                    | S/ dados               | 675                    | 737                    | 753                    | 813                    |

- Número de habitantes "residentes", ou seja, que tinham a residência oficial neste concelho à data em que os censos  se realizaram

- - De 1900 a 1950 os dados referem-se à população "de facto", ou seja, que estava presente no concelho à data em que os censos se realizaram. Daí que se registem algumas diferenças relativamente à designada população residente

## Freguesias
As cinco freguesias do município da Calheta são as seguintes:
- Calheta
- Norte Pequeno
- Ribeira Seca
- Santo Antão
- Topo (Nossa Senhora do Rosário)

|       | Calheta                         | 1 275 | 18,98  |
|       | Norte Pequeno                   | 220   | 11,59  |
|       | Ribeira Seca                    | 1 025 | 53,18  |
|       | Santo Antão                     | 745   | 33,41  |
| ?     | Topo (Nossa Senhora do Rosário) | 508   | 9,35   |
| Total |                                 | 3 773 | 126,51 |

Para efeitos estatísticos e administrativos, e para a diferenciar da vila homónima situada na Região Autónoma da Madeira, é costume designar-se a Calheta de São Jorge ou simplesmente como Calheta, enquanto que a Calheta da Madeira é conhecida como Vila da Calheta.

## Património

### Hospício Municipal da Calheta
O Hospício Municipal da Calhetaé segundo a documentação existente um dos edifícios mais antigos da vila da Calheta. Foi pertença do povoador Álvaro Nunes Pereira. Neste edifício habitou o 7° Capitão-mor da Calheta.
O Hospício Municipal da vila só foi ali instalado em 1883 por ordem Câmara municipal, para substituir a então "roda dos expostos", onde eram deixados, a coberto do anonimato da noite, os filhos naturais rejeitados pela família.

### Sociedade Clube Estímulo
A Sociedade Clube Estímulo é o nome como é conhecido o edifício sede da Sociedade Clube Estímulo. Esta Sociedade foi fundada corria o ano de 1901 e incluía na altura uma filarmónica, um teatro, um clube e também um gabinete de leitura.
A Casa de Teatro da Sociedade Estímulo chegou a ser o maior expoente da vida cultural da Calheta durante o século XX. Esta sociedade ainda mantém a filarmónica, com o mesmo nome.

### Jardim Maestro Francisco de Lacerda
O Jardim Maestro Francisco de Lacerda, é um agradável jardim localizado no centro da Vila da Calheta em homenagem aquele que é um dos jorgenses mais conhecidos. Este jardim é composto por muros de empedrados, uma grande variedade de plantas e flores (na sua grande maioria não da Macaronésia, mas introduzidas), que se encontram dispostas em diferentes níveis ligadas por escadas. Podem ainda ver-se algumas aves, em pequenas casas construídas para esse efeito. Em lugar de destaque está a escultura do Maestro Francisco de Lacerda, da autoria de Didier Couto.

## Figuras Ilustres
- D. Manuel Bernardo de Sousa Enes (Vila do Topo, Calheta, 5 de Novembro de 1814 — Portalegre, 8 de Setembro de 1887) , Bispo de Macau, Bispo de Bragança-Miranda e Bispo de Portalegre

## Galeria

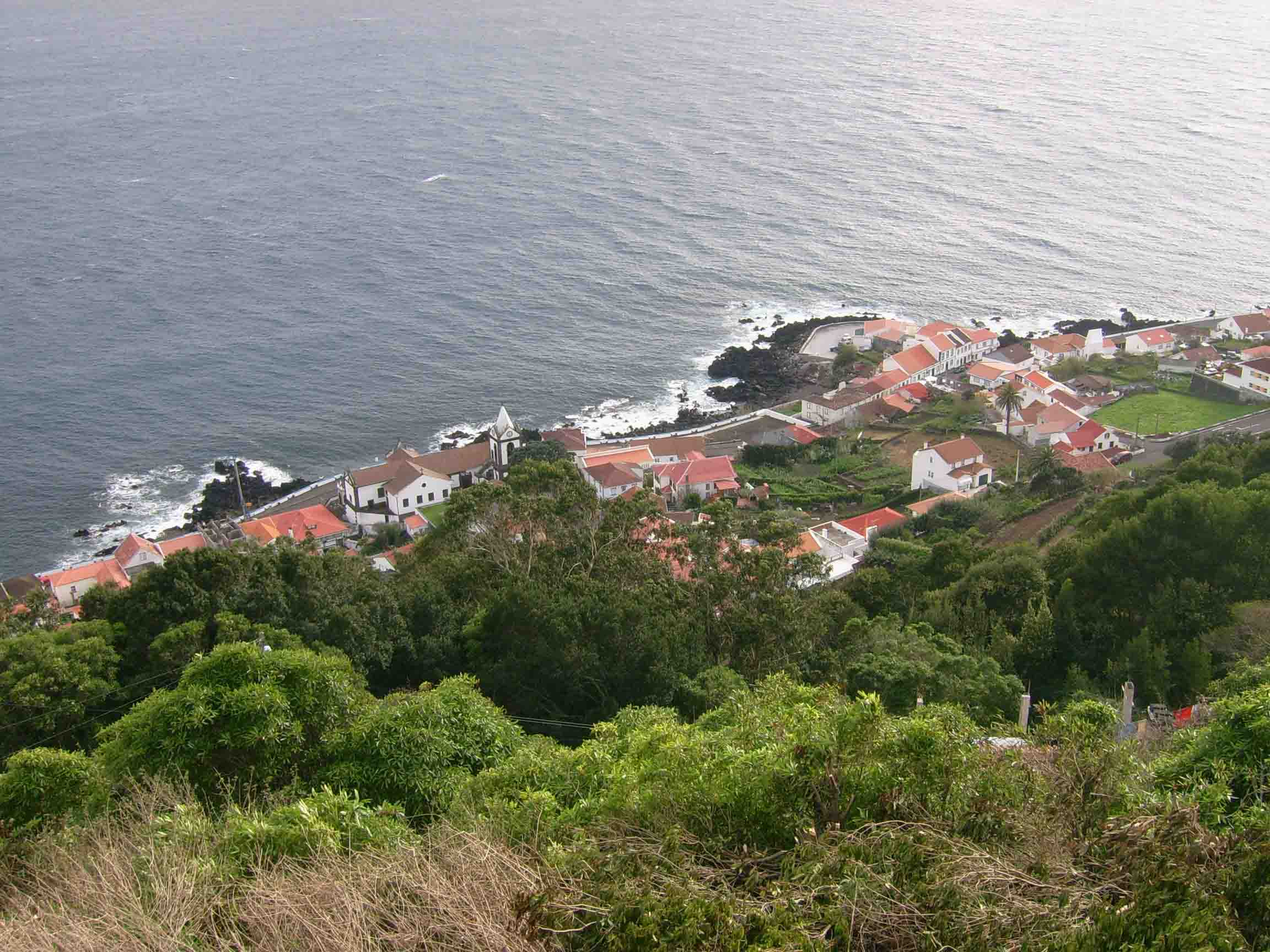
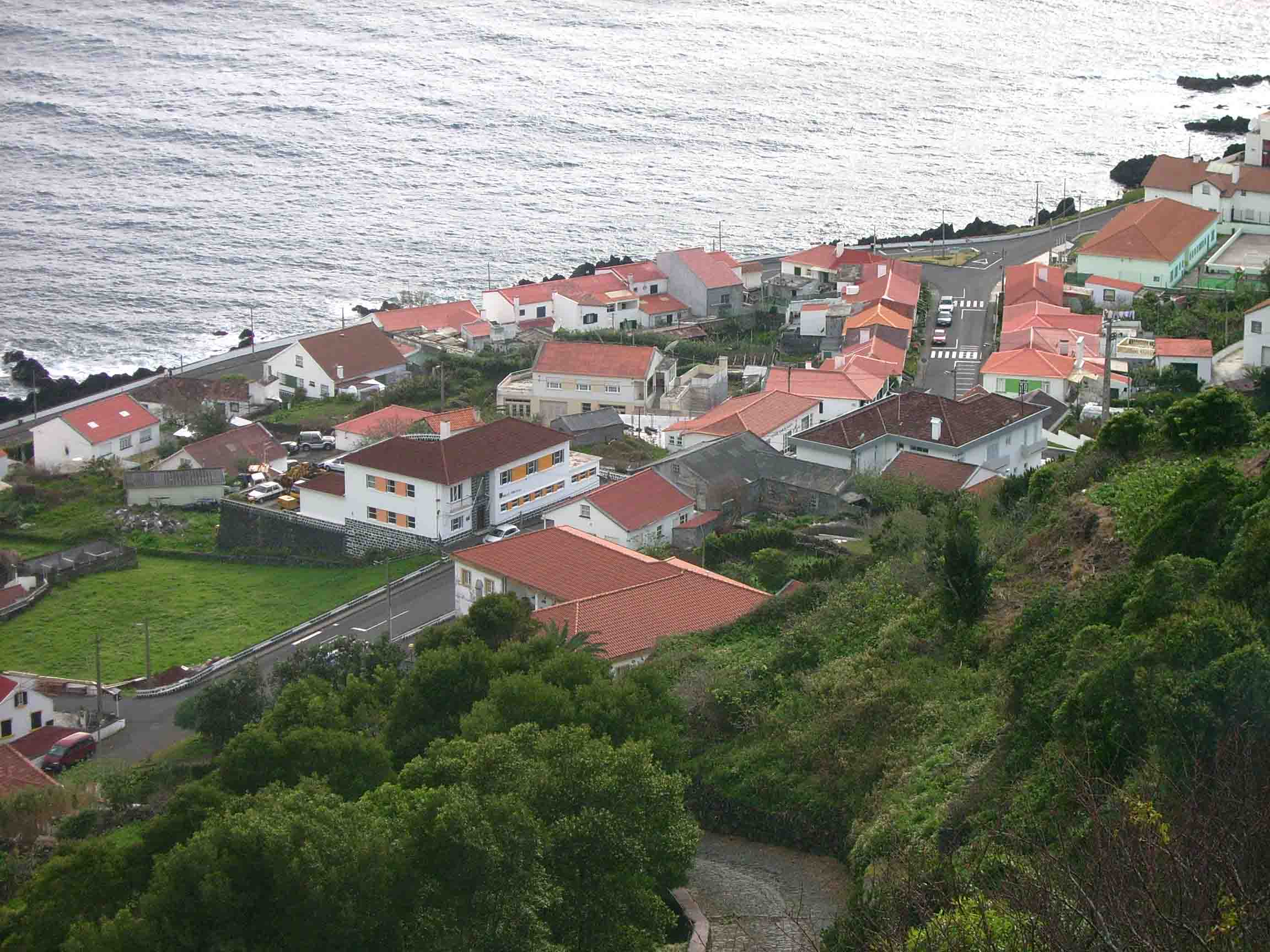
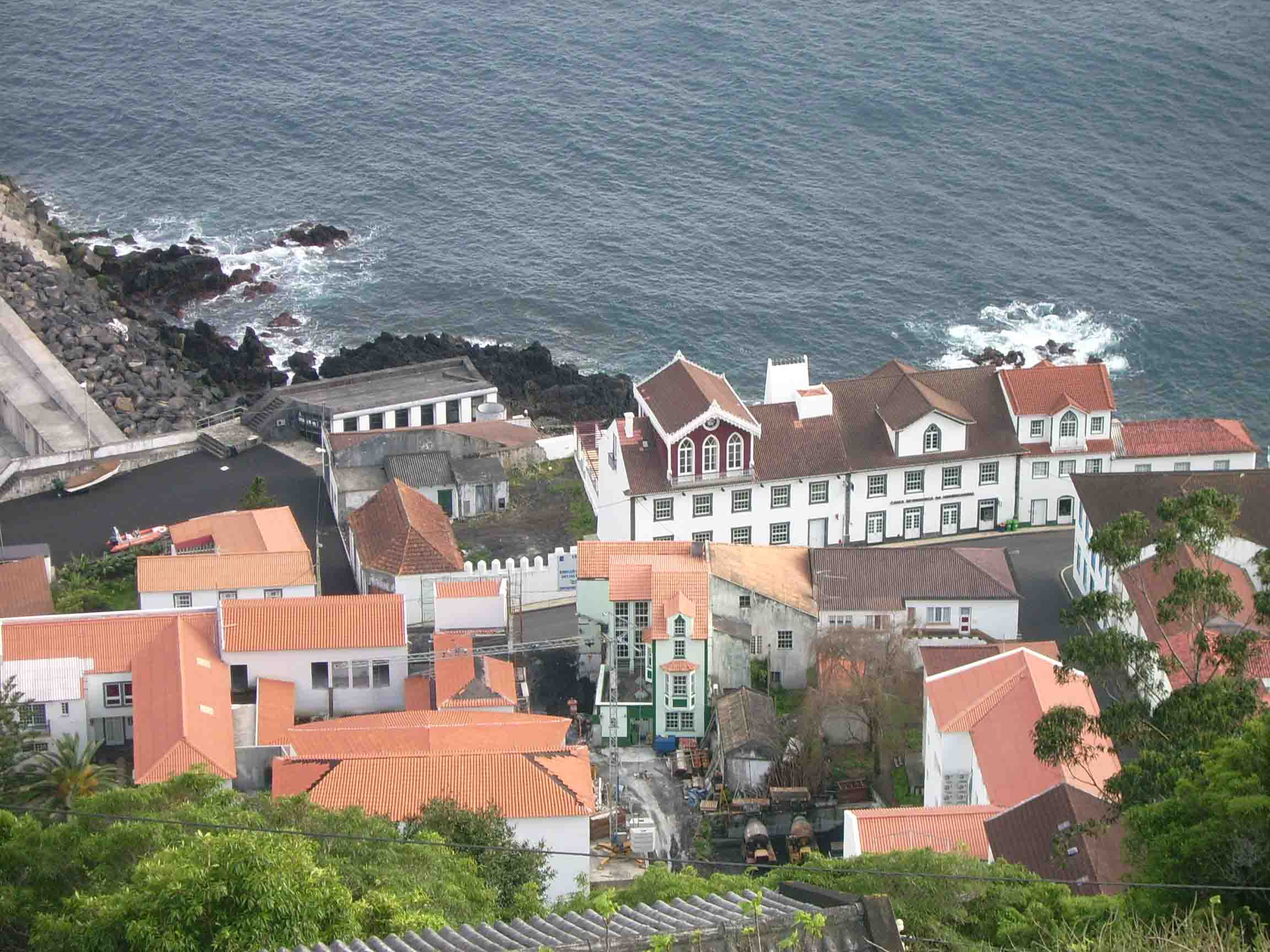
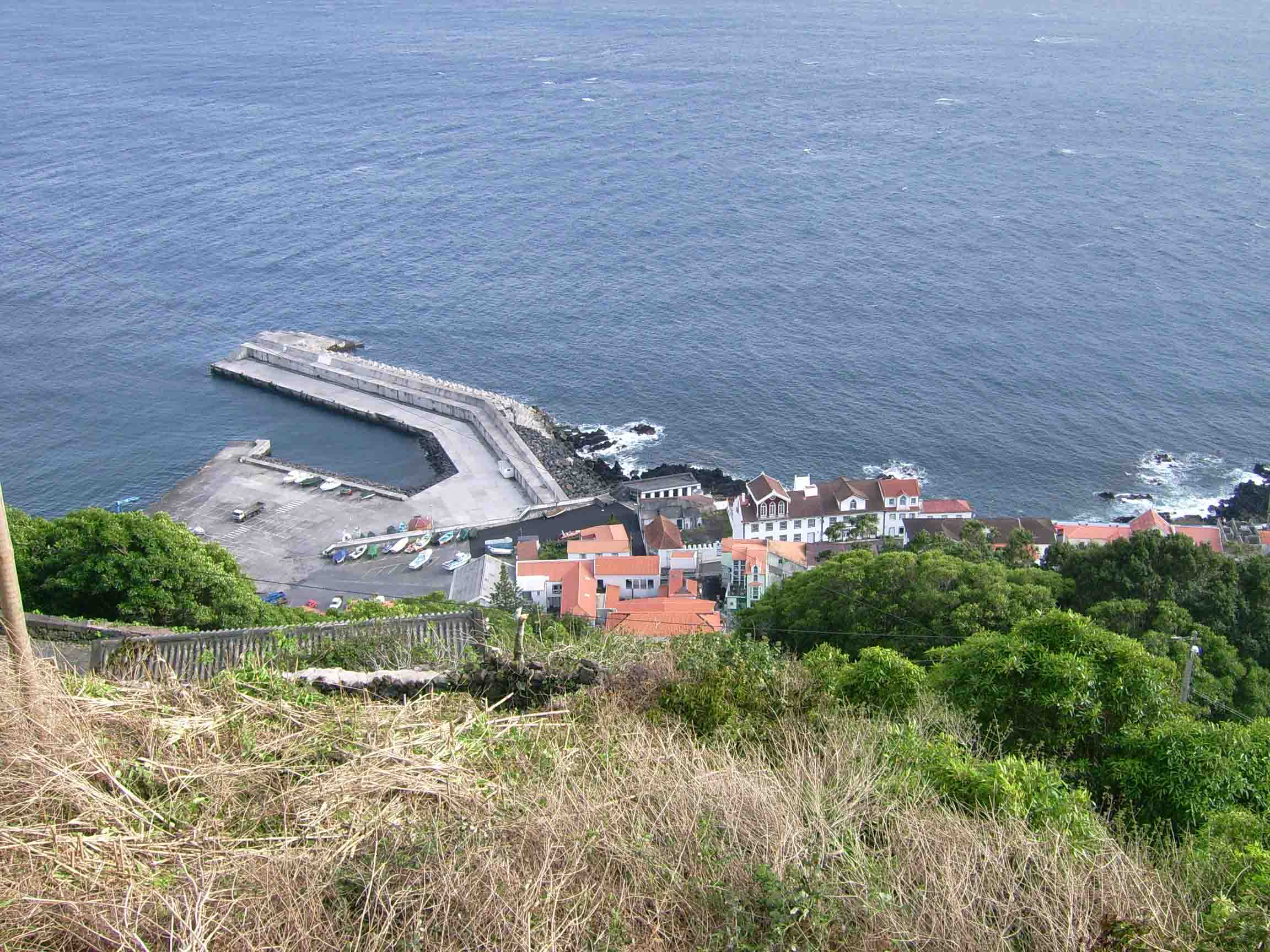
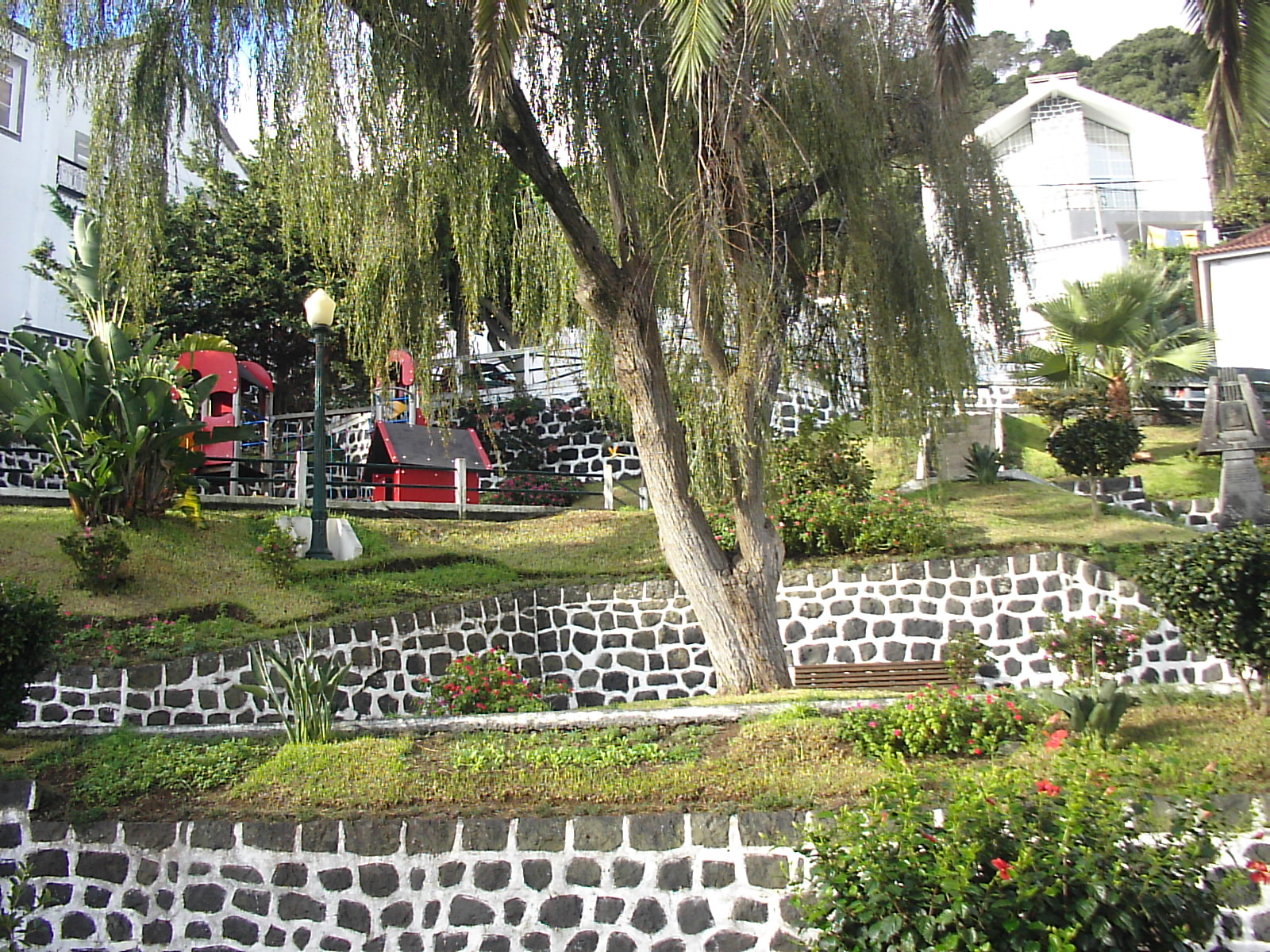

## Ligações Externas
- Guia do Património de São Jorge, Dep. Legal 197839/03
- «Naufrágios»
- «Ilha Terceira»
- «A carta arqueológica subaquática dos Açores»